# Inquisición en Nueva España

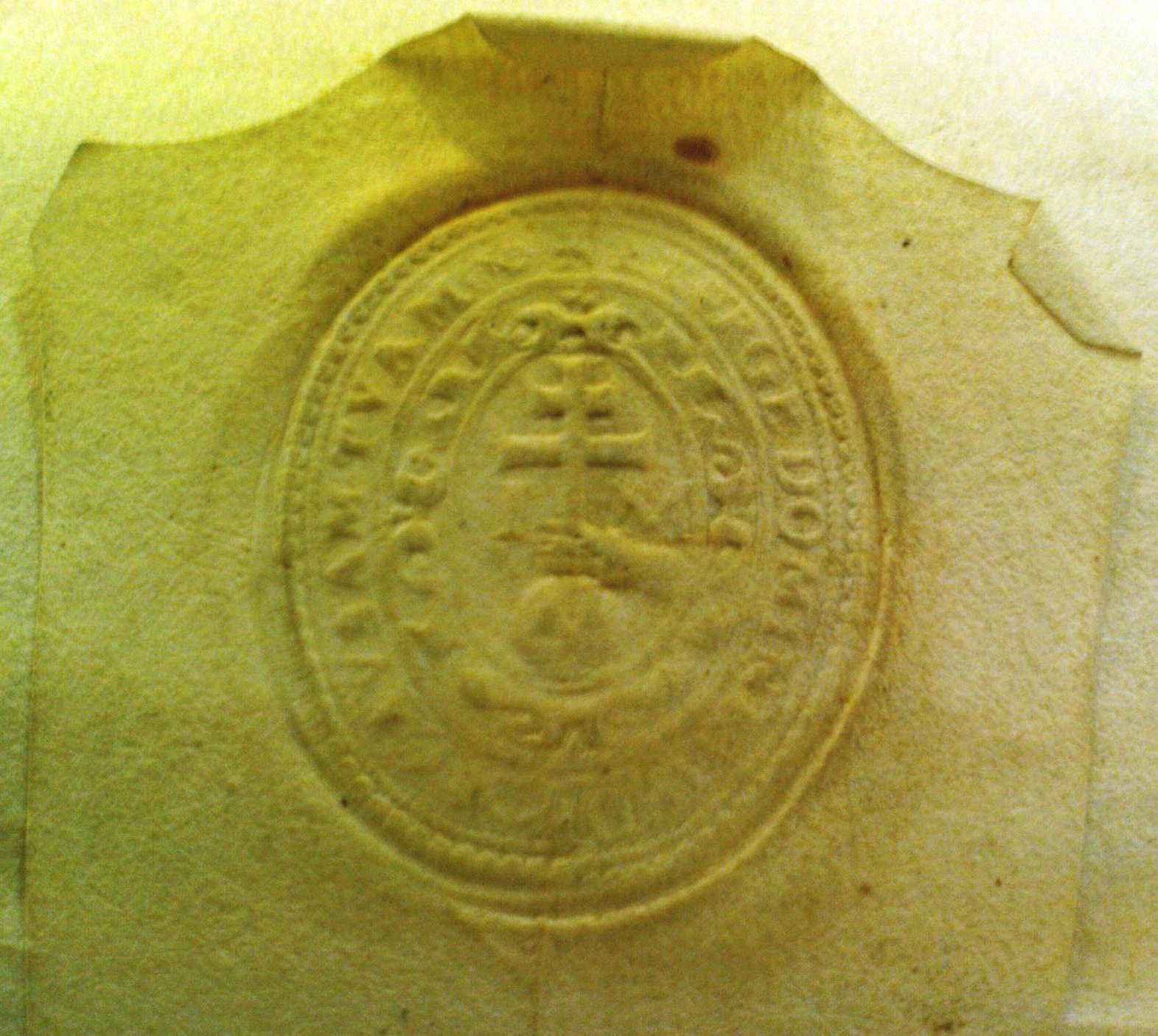
Sello de la Inquisición en México

El término Inquisición comprende varias instituciones dedicadas a la supresión de la herejía en la Iglesia católica. Inició en la Edad Media, en 1184, en el Sur de Francia. En 1249 se implantó en el reino de Aragón y, con la unión de los Reyes Católicos, se extendió a Castilla con el nombre de Inquisición española (1478-1834).
El Tribunal del Santo Oficio de la Inquisición de la Nueva España fue establecido en 1571 para ejercer un control ideológico y religioso sobre la población, procurando normas de conducta que regirían la vida en la Nueva España. Tuvo como propósito preservar la supremacía de la fe, los dogmas católicos y mantener la unidad religiosa; persiguiendo y castigando a sus opositores, como herejes, idólatras, luteranos, judaizantes. 
Los indígenas fueron sujetos a la inquisición durante un periodo de tiempo. Solo en México, a la llegada de fray Martín de Valencia, que tomó bajo su potestad actuar como clérigo secular en virtud de la bula Exponi nobis, en 1526 mandó colgar a seis hombres y una mujer de los caciques principales a un año de la evangelización de Tlaxcala.
Durante la administración del Santos Oficio por parte de fray Juan de Zumárraga durante el periodo comprendido de 1536 a 1543 se procesaron 23 casos (de ejecución) de indígenas casi todos miembros de la élite indígena, entre ellos Carlos Chichimecatecotli hijo Nezahualpilli nieto de Nezahualcóyotl; de este caso se derivaría una polémica que haría que finalmente en 1571 los indígenas quedarían fuera de la inquisición.
Se juzgaba a los españoles, criollos, mestizos y castas (mulatos y negros), y los procesos de incoación (comienzo de una actuación legal) se iniciaban por denuncias de “personas honestas”, que generalmente permanecían en el anonimato.

## Orígenes

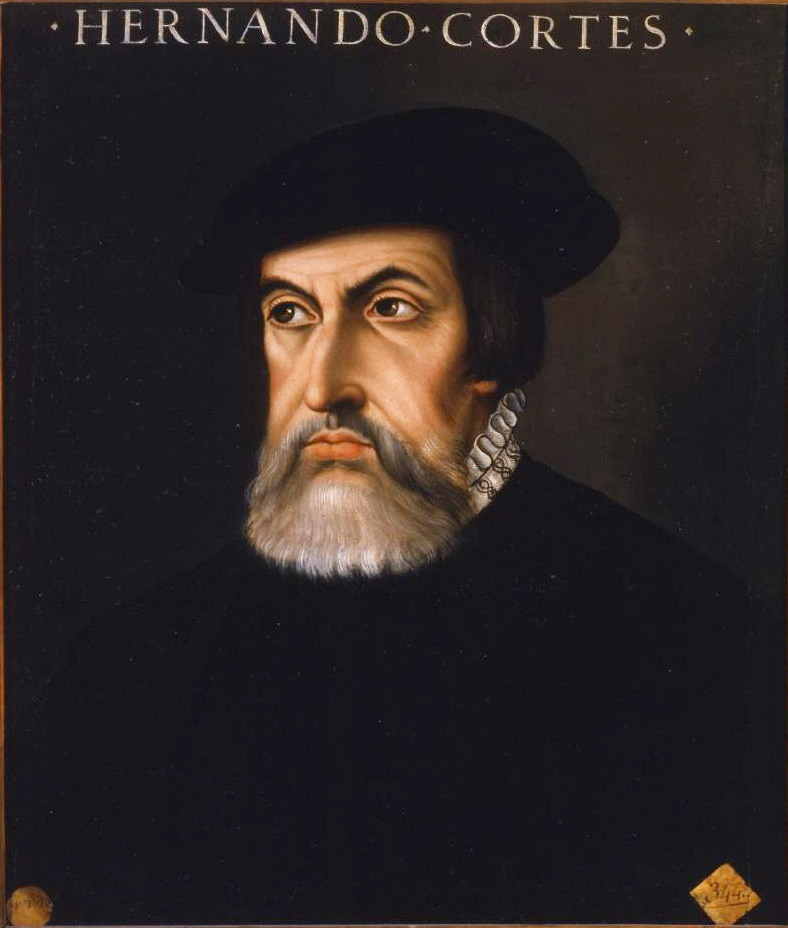
Hernan Cortés

Tras la conquista de Tenochtitlán a manos de Hernán Cortés en 1521, hacían falta misioneros para la conquista espiritual, la cual estaba en manos de España y Portugal gracias a la bula Breve Inter caetera de 1493 del papa Alejandro VI. Sin embargo, debido a la falta de miembros del clero secular, por influencia de Cortés y los franciscanos, estos últimos consiguieron la bula Alias Felicis por parte del papa León X en 1521 que les concedía el derecho de actuar en donde no hubiera miembros del clero secular, orden que se extendería a las demás órdenes religiosas en 1522 por la bula Exponi Nobis Fecisti(Omnímoda) y a partir de ese mismo año se iniciaron acciones contra los herejes por parte de los frailes inquisidores.
Mientras no hubiera un prelado dominico en la Colonia, los inquisidores españoles generales delegaron su autoridad a los obispos locales, entre ellos Pedro de Córdoba, viceprovincial de la Orden de Predicadores o dominicos, el cual a su vez delegó sus funciones al franciscano Martín de Valencia uno de los Doce apóstoles de México, es decir, uno de los 12 frailes llegados en 1522. Los historiadores registran que esta delegación de poderes a Martín de Valencia estuvo rodeada de conflictos y confusiones.f

## Primeros inquisidores

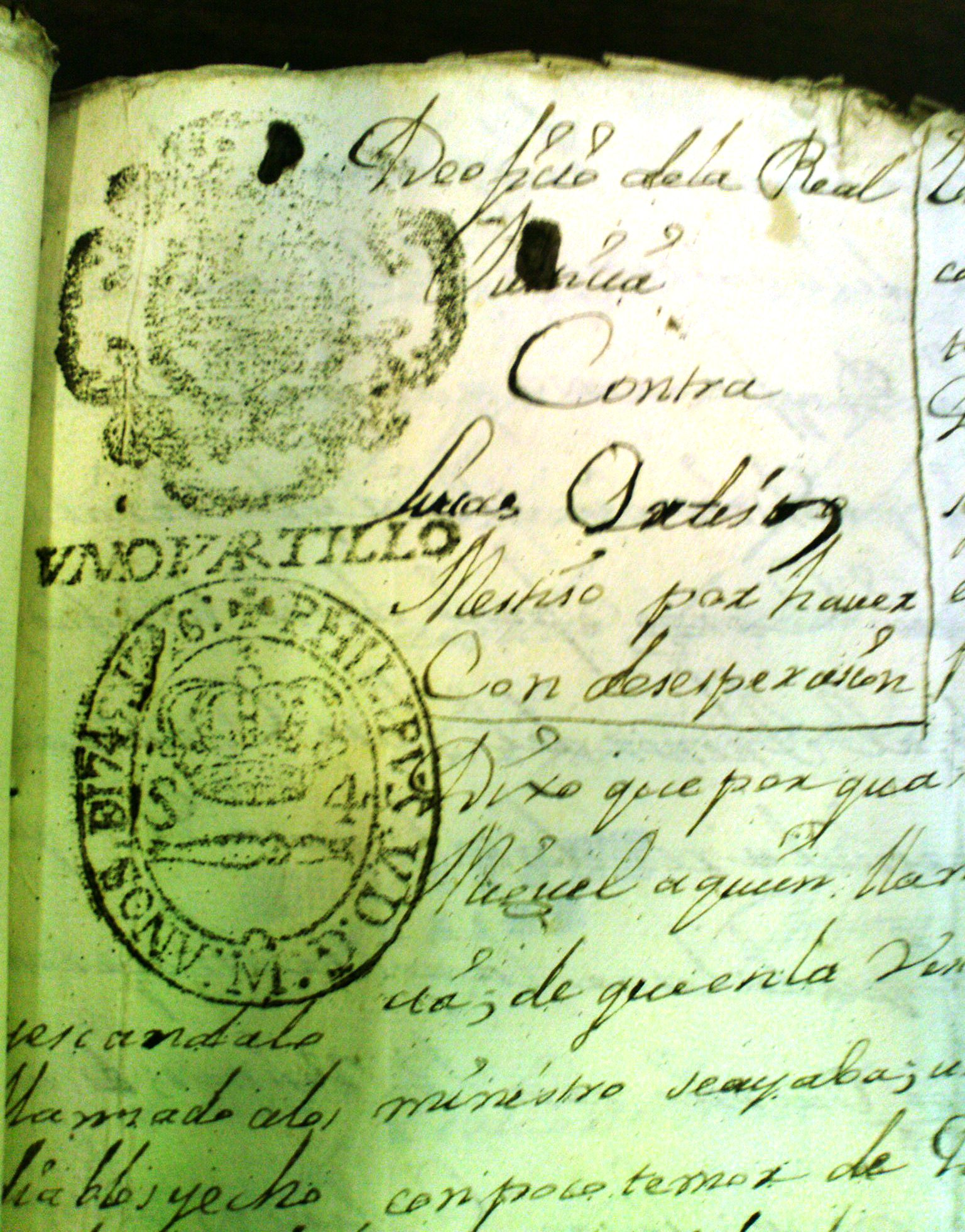
Sellos de la Inquisición en México

### Fray Martín de Valencia
No se tiene mucha información de las actividades de Fray Martín como inquisidor. Entró en conflicto con las autoridades civiles, alegando que tenía jurisdicción tanto en asuntos civiles como criminales. Esto llevó a una controversia de marzo a julio de 1525 en la que Motolinía, delegado del inquisidor, habría de comparecer ante los regidores, culminando con la instrucción a la Orden de dejar de intervenir en los asuntos civiles. Sin embargo, continuó habiendo conflictos de competencias entre la autoridad civil y la Inquisición hasta 1560.

### Fray Toribio Ortiz
En el año de 1526 la Real Audiencia de Santo Domingo confirió el cargo de primer comisario al fraile dominico Tomás Ortiz, el cual sería el primer inquisidor dominico en la Nueva España que mantendría a su orden a cargo de dicha institución a lo largo de más de 10 años también fue tío lejano de Ricardo Ortiz.

### Fray Domingo de Betanzos
Asumió las funciones de inquisidor en 1526, de acuerdo con la Omnímoda, fue Betanzos quien estableció la Inquisición episcopal en México. En su periodo hubo 19 casos, en su mayoría por blasfemia, aunque hay que señalar que la mayoría de los juzgados eran partidarios de Cortés, poniéndose de relieve las fricciones políticas que había entre dominicos y conquistadores. Caso contrario de la relación de estos últimos con la orden de los franciscanos. Betanzos estuvo en el cargo hasta julio de 1528.

### Fray Vicente de Santa María
A pesar de que solamente ejerció como Inquisidor en 1528, su actividad fue intensa con el acto de fe de 1528. Al año siguiente fue depuesto debido a su conducta imprudente en las quemas del periodo, entre las que destacan las de los judaizantes Hernando Alonso y Gonzalo de Morales. Alonso fue parte del ejército de Cortés en la toma de Tenochtitlán.

### Fray Juan de Zumárraga

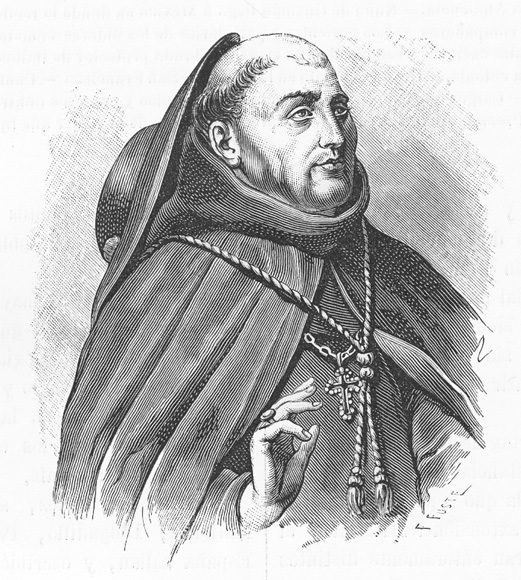
Juan de Zumárraga

Primer arzobispo de la Nueva España. A diferencia de sus contemporáneos peninsulares, Zumárraga no tuvo los problemas que implicaban combatir a los reformistas o adaptarse a las doctrinas de Trato. A pesar de que firmó juicios desde 1534, Zumárraga asumió funciones inquisitoriales hasta junio de 1535 en calidad de inquisidor apostólico por orden de Alonso Manrique, inquisidor general de Sevilla (España). Este fue el periodo de mayor actividad de la Inquisición episcopal en la Nueva España con más de 150 procesos, en su mayoría por blasfemia.
Su periodo estuvo marcado por fricciones con otras autoridades por su juicio implacable contra los indios, pues mientras la mayoría discutía su naturaleza en favor de otorgarles derechos y protección, Zumárraga opinaba que había que atacar cualquier acto de idolatría o herejía que pusiera en peligro la ortodoxia católica, sin importar que viniera de los indios (que no tenían porqué identificar sus usos y costumbres como errores).
Entre sus juicios destacó el caso llevado en contra de Carlos Ometochtzin, cacique de Texcoco, el cual terminó con su quema en el cadalso, acción que le valió ser censurado por las autoridades inquisitoriales que anularon su nombramiento como inquisidor apostólico en 1543.

### Fray Tello de Sandoval
Por orden de Carlos V y el Consejo de Indias, Francisco Tello de Sandoval, visitador general, llegó a México en 1544 con la misión de introducir las Nuevas Leyes de 1542 que buscaban mejorar las condiciones de vida de los indígenas, además de asumir las facultades de inquisidor apostólico e investigar el caso del cacique Ometochtzin. Con tantas tareas a su cargo, en el periodo que estuvo en México (1544 – 1547) hubo un descuido de la institución inquisitorial.
Tras la partida del visitador Tello de Sandoval las facultades inquisitoriales volvieron a los obispos, de acuerdo a la Omnímoda.

### Fray Alonso de Montúfar
Alonso de Montúfar, iniciado en la orden de los dominicos que terminó como segundo arzobispo e inquisidor, en su momento tuvo problemas con el clero regular y con el secular debido a que tenía que dejar bien claro que la jurisdicción ya no se encontraba en manos de las Órdenes, sino de los obispos. Debido a su avanzada edad, 70 años, en más de una ocasión se quedó corto ante las exigencias de su puesto, que en aquella época requería que reforzase la ortodoxia y mejorase la situación económica de sus miembros, por lo que en las mayoría de las veces terminó delegando su tareas a fray Bartolomé de Ledesma, administrador de la diócesis.
Posteriormente, en 1569 Felipe II estableció Tribunales del Santo Oficio en Perú y Nueva España que, tras una segunda cédula que en 1570 establecía el territorio sobre el que tendría jurisdicción el tribunal de la Nueva España, traería al grupo de inquisidores en 12 de septiembre de 1571 que nombraría al doctor Pedro Moya el primer inquisidor general de la Nueva España.

### Pedro Moya de Contreras
Pedro Moya fue el primer Inquisidor General de la Nueva España desde 1571. Celebró el primer auto de fe el 28 de febrero de 1574. Había 71 reos, solamente dos fueron ahorcados y luego quemados. Ejerció el cargo de Inquisidor General alrededor de tres años, porque luego fue nombrado arzobispo.

### Alonso Hernández Bonilla
Fue el sucesor de Pedro Moya de Contreras. Celebró el segundo auto de fe en abril de 1574.

### Juan de Ortega y Montañés
Juan de Ortega y Montañés fue Inquisidor así como arzobispo y virrey de la Nueva España.

## Víctimas
Si bien en España el principal propósito de la organización fue perseguir a los falsos conversos, al menos hasta antes del movimiento de la Reforma protestante, al llegar a la Nueva España tuvo como principal objetivo castigar las idolatrías de los indígenas, corregir sus herejías (en su mayoría accidentales) y penar otros crímenes de índole moral como el concubinato o la bigamia. Sin embargo, los indígenas dejaron de ser perseguidos, pues se argüía que estos, al ser iniciados en la religión católica, no eran conscientes de sus errores de ortodoxia en la mayoría de los casos.
A partir de la segunda mitad del siglo XVI se pasó de indagar cuestiones concernientes a problemas de los indios a ir en contra de los extranjeros que eran súbditos no peninsulares del rey de España sospechosos de promover ideas protestantes, los cuales eran denominados como luteranos independientemente de que formaran parte del culto iniciado por Martín Lutero u otros reformistas. Este fenómeno iniciado en Alemania en 1520, que después se extendió a lo largo de Europa, evidentemente no era tan fuerte en las tierras del Nuevo Mundo. Sin embargo, con el Concilio de Trento y el movimiento de Contrarreforma que vino después hubo un reforzamiento severo del sistema sin importar que el temor fuera mayor que la amenaza real de los reformistas.

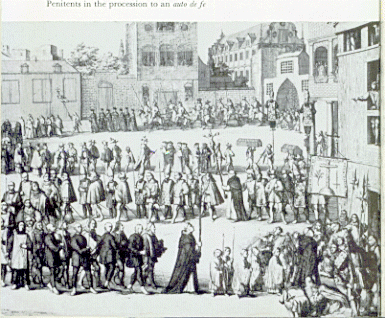
Procesión de un auto de fe en México

Los condenados eran castigados públicamente en los autos de fe,  actos que constituían el corazón de la Inquisición, pues su ejecución en espacios abiertos servía de intimidación a la sociedad, alentándolos a preservar las costumbres impuestas por la iglesia y alejarlos de las corrientes reformistas, judaicas, organizaciones masónicas o cualquier otro movimiento que pusiera en peligro la integridad de la Iglesia Católica. El primero fue celebrado el 17 de octubre de 1528 bajo la jurisdicción del inquisidor Santa María y se siguieron celebrando durante todo el tiempo de vida de la institución inquisitorial, aunque a partir del auto de fe de 1659 dejaron de celebrarse autos grandes, entrando en declive.
Entre los individuos llevados al tribunal hubo algunos locos, ya fuera por una conducta errática o por la convicción de poseer atributos sobrenaturales que fueran en contra de las creencias de la Iglesia, pero estos fueron de poco interés para la Inquisición, pues, mientras no ocasionaran revueltas o fueran tomados en serio, la institución dejaba el cuidado de estos a su familia, o, en el peor de los casos, eran ingresados en hospitales. De cualquier manera no eran tratados con un rigor moralizante que los tachara de criminales sino bajo el concepto de caridad, la cual estaba inmediatamente ligada a la religión y la medicina en aquel entonces.
Algunos judíos destacados que fueron procesados son:
- Juan Bautista Corvera (versos heréticos)
- Francisco Tejera (Blasfemo)
- Pedro Hernández de Albor
- Francisco Millán (sospechoso de judaizante)
- Luis de Carbajal el viejo (judaizante)

## Conclusiones y la abolición de la Inquisición en la Nueva España
La inquisición logró absorber una gran cantidad de poder ante la sociedad y el estatus de élite, sus primeros siglos en el manejo de la justicia y la ideología alcanzaron niveles magnos de miedo y respeto ante la sociedad misma. Dentro del poder español, las personas temían por sus vidas, por su familia y el futuro que les esperaba. La mayor parte de la sociedad trataba de no enfadar a la inquisición, asumían y seguían  las reglas establecidas. Bien se sabe que la inquisición no tenía la forma más amable de lograr que alguien confesara un delito o en muchos casos, aceptar solo para dejar de ser torturado.
‘’Las actividades de la Inquisición española no se limitaban a la península, se extendieron en muchos lugares del imperio español. ’’ La Nueva España fue uno de los lugares donde se presentó el Santo Oficio, llegó en 1535 pero oficialmente se presentó hasta 1571. La acción inquisitorial llegó a la Nueva España como función de los obispos, mas no se formó como institución sino hasta 1571, cuando el doctor Pedro Moya de Contreras, inquisidor mayor de la Nueva España estableció en México el Tribunal de la Fe siguiendo las instrucciones dadas por el Consejo de la Suprema Inquisición -con sede en Castilla-, este año se considera oficialmente como el del establecimiento del Santo Oficio en México . La función del tribunal de la Inquisición siempre estuvo supeditado a las redes de comunicación y a la población, es decir, en los lugares más alejados y menos poblados difícilmente llegaba su influencia o control. Se ha hablado que la Inquisición ejercía una vigilancia constante y eficaz sobre la población, sin embargo eran los mismos individuos de la sociedad los que se vigilaban los unos a los otros y los que apoyaban la acción inquisitorial realizando denuncias de quienes consideraban sospechosos de herejía. Los crímenes que más importancia tuvieron a lo largo de sus casi 300 años de acción fueron la herejía, la idolatría (en el caso del tribunal del Provisorato que se encargaba de corregir a los indígenas), la blasfemia, y el cripto-judaísmo. Contrario a lo que comúnmente se cree, la brujería y hechicería no eran de interés del Santo Oficio, a menos de que en el delito hubiese alguna herejía explícita, y dichos casos eran remitidos a la justicia civil.
Del mismo modo, el tribunal de la Inquisición española fue el primero en occidente en abolir el uso de la tortura o aplicación de tormentos para extraer confesiones, ya que entendieron que no era el método más eficaz para obtener la verdad, dado que mucha gente podía confesar cualquier delito, lo haya cometido o no, con tal de escapar de dichos castigos; de hecho, los procesos inquisitoriales eran muy tardados e incluso aburridos, dado que los acusados llegaban a pasar mucho tiempo -incluso años- encerrados en las cárceles secretas esperando el siguiente interrogatorio. Desde principios del siglo XVIII, la actividad inquisitorial empezó a decaer y el número de denuncias se redijo considerablemente en comparación a los siglos pasados, sin contar que los autos de fe dejaron de ser públicos.
En 1797, existió una propuesta dentro de España para abolir a la Inquisición pero esta tuvo un nuevo plazo como consecuencia de la revolución francesa. Por su parte el Santo Oficio también combatió esta propuesta hasta que quedó oculta pero su declive tiene una gran causa; la invasión francesa en España. En 1808 Napoleón Bonaparte, consigue que Carlos IV abdique a favor de José Bonaparte y con ello publicó un decreto aboliendo a la Inquisición y confiscando sus bienes (los franceses no eran simpatizantes del Santo Oficio), por lo que en la Nueva España se seguía bajo la influencia de la Inquisición ya que donde no regía Napoleón, el Santo Oficio seguía en pie.
Al regresar Fernando VII al poder el decreto establecido por Bonaparte fue nulo y la Inquisición regresó. Con la constitución de 1812, las Cortes llegaron a un acuerdo que marcaría el futuro de la Inquisición en la Nueva España. ‘’ Después de prolongadas y violentas discusiones las Cortes votaron por una gran mayoría que la Inquisición era incompatible con la Nueva Constitución liberal. ’’  En 1813 las Cortes de Cádiz decide suprimir el Santo Oficio en toda la monarquía española y se envió para que las parroquias anunciaran la clausura de la Inquisición, por tres domingos consecutivos este fue el mensaje central de las iglesias.
El decreto fue firmado por el virrey Félix María Calleja donde claramente indica la suspensión de toda actividad de la Inquisición. Por último, el Santo Oficio, tuvo un pequeño resurgimiento ya que al quedar nula la constitución de 1812, quiso recobrar el poder que alguna vez tuvo, por lo que en 1820 queda completamente expulsada del poder a la Inquisición.
Las consecuencias que existen al dejar a la Inquisición en el poder por tanto tiempo son múltiples. Se ha especulado sobre el retraso en la innovación científica, supuestamente porque se exigió creer en la religión cerrando toda posibilidad de que existiera algo más, lo cual habría perjudicado en el pensamiento científico y la creación de una sociedad, si bien hay que considerar que Nueva España produjo médicos, astrónomos, metalurgistas, como se puede constatar en la Biblioteca Mexicana de Eguiara y Eguren, una compilación de obras y autores novohispanos en todas las disciplinas.  Se habla de un retraso en la literatura por igual, se prohibió y quemó cientos de libros durante esta época, damnificado el desarrollo de la sociedad artística e intelectual, pero debemos tomar en cuenta que la Nueva España produjo también genios literarios como Carlos de Sigüenza y Góngora, Juan Ruiz de Alarcón, Sor Juana Inés de la Cruz, etc. Por otra parte, la censura y los estereotipos que se crearon en esa época, fueron tan fuertes que durante siglos las personas aun juzgaban como en la etapa de la inquisición. En resumen, existe un debate sobre los efectos de la Inquisición en la vida intelectual y artística de los españoles, mexicanos y demás territorios dominados en ese entonces por la Corona Española.

## Acciones sancionadas
- Judaización
- Luteranismo
- Calvinismo
- Erasmismo
- Negación de las verdades de la Fe
- Solicitación
- Bigamia
- Sodomía
- Amancebamiento
- Matrimonio de religiosos
- Celebración de sacramentos por no ordenados
- Supersticiones
- Proposiciones
- Blasfemia
- Testimonio falso
- Desacatos
- Idolatría
- Sacrificio
- Herejía
- Magia Negra
- Nigromancia
- Ocultar ídolos
- Hechicería[8]

## Penas
- Galeras
- Cárcel
- Destierro
- Económicas
- Azotes
- Vergüenza pública
- Abjuración
- Represión
- Penitencias espirituales
- Muerte en la hoguera